# Metodo Sosa-Stradonitz

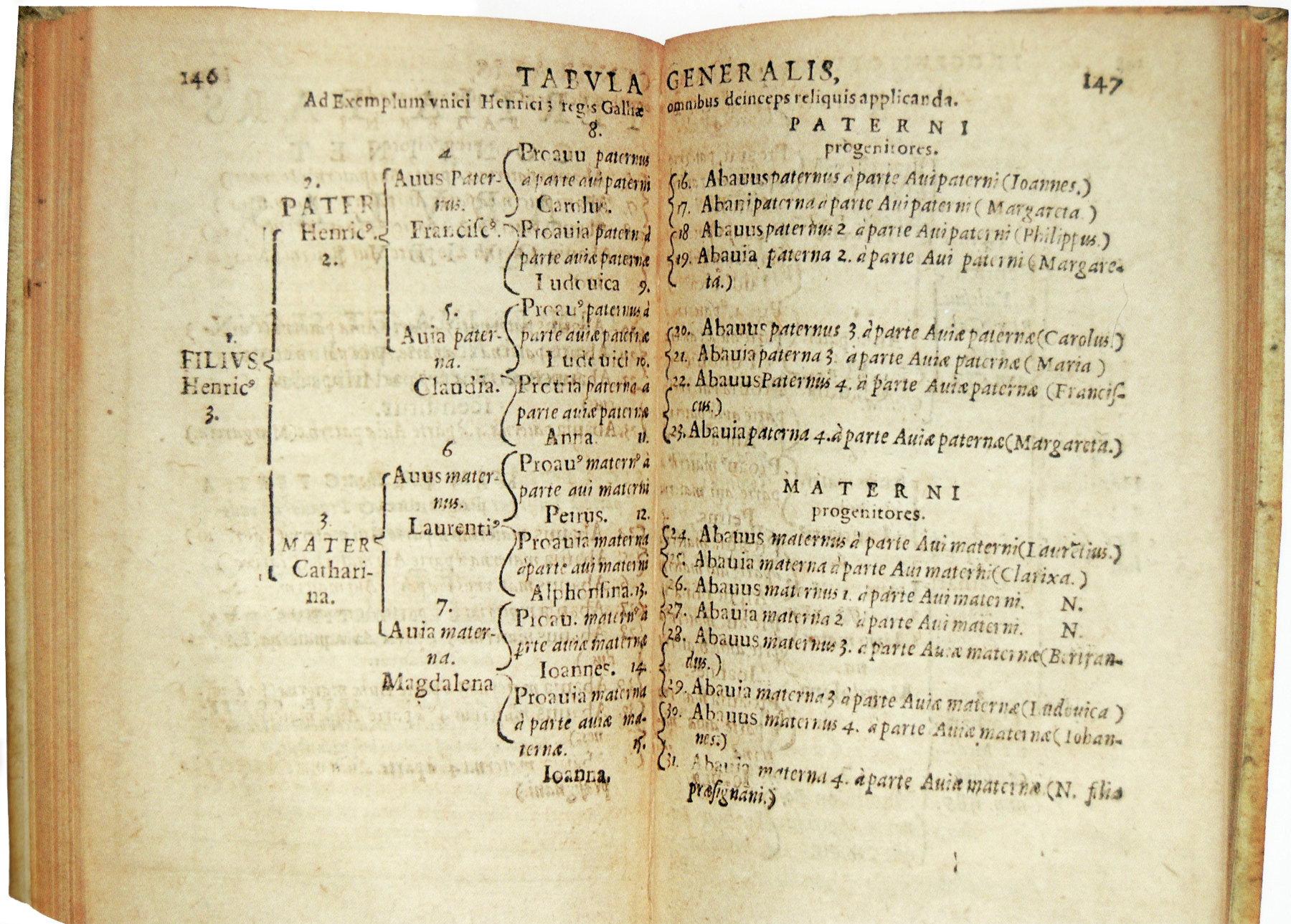
Michael von Aitzing, Thesaurus principum hac aetate in Europa viventium, 1590

Il metodo Sosa-Stradonitz è un sistema di numerazione degli ascendenti nel tracciare la genealogia di una persona. Si trova indicato anche come metodo Sosa, metodo Eytzinger o Ahnentafel ("tavola genealogica" in tedesco).

## Storia
Il sistema di numerazione fu utilizzato per la prima volta nel 1590 dallo storico austriaco Michael von Aitzing (il cognome appare in forme alternative come Eytzinger, Aitsingeri, Aitsingero, Aitsingerum, Eyzingern) nelle tavole di un libro sulla nobiltà europea. Il metodo fu ripreso successivamente dal frate genealogista Jeronimo de Sosa per un libro del 1676 sui marchesi di Villafranca.
Il nome Sosa-Stradonitz è dovuto alla pubblicazione nel 1898 di un atlante genealogico dei regnanti d'Europa 1898 da parte dell'araldista Stephan Kekulé von Stradonitz.

## Descrizione
La persona principale di partenza è identificata dal numero 1. Per ogni persona con identificativo n, il padre sarà identificato con 2n e la madre con 2n+1. In questo modo gli ascendenti di genere maschile avranno numero pari e quelli di genere femminile numero dispari.
Esempio per le prime tre generazioni.
|                      |                 |                 | Genitori      |  |  | Nonni           |  |  | Bisnonni     |  |
|                      |                 |                 |               |  |  | 4 nonno paterno |  |  | 8 padre di 4 |  |
|                      |                 |                 |               |  |  | 4 nonno paterno |  |  | 8 padre di 4 |  |
|                      |                 | 9 madre di 4    |               |  |  | 4 nonno paterno |  |  |              |  |
| 2 padre              |                 |                 |               |  |  | 4 nonno paterno |  |  |              |  |
|                      |                 | 5 nonna paterna | 10 padre di 5 |  |  |                 |  |  |              |  |
|                      |                 | 5 nonna paterna | 10 padre di 5 |  |  |                 |  |  |              |  |
|                      |                 | 5 nonna paterna | 11 madre di 5 |  |  |                 |  |  |              |  |
| 1 persona principale |                 | 5 nonna paterna |               |  |  |                 |  |  |              |  |
|                      | 6 nonno materno | 12 padre di 6   |               |  |  |                 |  |  |              |  |
|                      | 6 nonno materno | 12 padre di 6   |               |  |  |                 |  |  |              |  |
|                      | 6 nonno materno | 13 madre di 6   |               |  |  |                 |  |  |              |  |
| 3 madre              | 6 nonno materno |                 |               |  |  |                 |  |  |              |  |
|                      |                 | 7 nonna materna | 14 padre di 7 |  |  |                 |  |  |              |  |
|                      |                 | 7 nonna materna | 14 padre di 7 |  |  |                 |  |  |              |  |
|                      |                 | 7 nonna materna | 15 madre di 7 |  |  |                 |  |  |              |  |
|                      |                 | 7 nonna materna |               |  |  |                 |  |  |              |  |

### Sistema binario
Esprimendo il numero identificativo di un ascendente in forma binaria si ottengono immediatamente informazioni sul legame con la persona principale.
Ad esclusione della prima cifra (cioè 1), ogni zero rappresenterà un ascendente maschile e ogni uno un ascendente femminile.
| Identificativo | Identificativo | Relazione                             |
| Decimale       | Binario        | Relazione                             |
| -------------- | -------------- | ------------------------------------- |
| 1              | 1              | Principale                            |
| 2              | 10             | Padre (0 → M)                         |
| 3              | 11             | Madre (1 → F)                         |
| 4              | 100            | Nonno paterno (00 → MM)               |
| 5              | 101            | Nonna paterna (01 → MF)               |
| 6              | 110            | Nonno materno (10 → FM)               |
| 7              | 111            | Nonna materna (11 → FF)               |
| 8              | 1000           | Padre del nonno paterno (000 → MMM)   |
| 9              | 1001           | Madre del nonno paterno (001 → MMF)   |
| 10             | 1010           | Padre della nonna paterna (010 → MFM) |
| 11             | 1011           | Madre della nonna paterna (011 → MFF) |
| 12             | 1100           | Padre del nonno materno (100 → FMM)   |
| 13             | 1101           | Madre del nonno materno (101 → FMF)   |
| 14             | 1110           | Padre della nonna materna (110 → FFM) |
| 15             | 1111           | Madre della nonna materna (111 → FFF) |

### Calcolo del numero della generazione
Il numero {\displaystyle N} di generazioni di distanza tra la persona principale e un ascendente con identificativo {\displaystyle n} è ottenuto dalla parte intera del logaritmo in base 2 di {\displaystyle n}.
{\displaystyle N=\lfloor \log _{2}{n}\rfloor }
Ad esempio, per {\displaystyle n=27} si ottiene {\displaystyle N=\lfloor \log _{2}{27}\rfloor =\lfloor 4,75488750...\rfloor =4}

### Controindicazioni
Se lo stesso ascendente compare più volte nel quadro non è previsto un sistema per unificare l'elemento.

## Esempio
Esempio in formato di elenco. 
Famiglia reale britannica
1. William, duca di Cambridge
2. Carlo III del Regno Unito
3. Lady Diana Spencer
4. Filippo di Edimburgo
5. Elisabetta II del Regno Unito
6. Edward Spencer, VIII conte Spencer
7. Hon. Frances Ruth Roche
8. Andrea di Grecia
9. Alice di Battenberg
10. Giorgio VI del Regno Unito
11. Elizabeth Bowes-Lyon
12. Albert Spencer, VII conte Spencer
13. Lady Cynthia Hamilton
14. Maurice Roche, IV barone Fermoy
15. Ruth Sylvia Gill
16. Giorgio I di Grecia
17. Olga Konstantinovna di Russia
18. Luigi di Battenberg
19. Vittoria d'Assia-Darmstadt
20. Giorgio V del Regno Unito
21. Mary di Teck
22. Lord Claude Bowes-Lyon
23. Lady Cecilia Cavendish-Bentinck
24. Charles Spencer, VI conte Spencer
25. Lady Margaret Baring
26. James Hamilton, III duca di Abercorn
27. Lady Rosalind Cecilia Caroline Bingham
28. James Burke Roche, III barone Fermoy
29. Frances Ellen Work
30. William Smith Gill
31. Ruth Littlejohn

Corrispondente rappresentazione grafica.
|                                    |                                   |                                   | Genitori                               |  |  | Nonni |  |  | Bisnonni         |  |  | Trisnonni           |  |
|                                    |                                   |                                   |                                        |  |  |       |  |  | Andrea di Grecia |  |  | Giorgio I di Grecia |  |
|                                    |                                   |                                   |                                        |  |  |       |  |  | Andrea di Grecia |  |  | Giorgio I di Grecia |  |
|                                    |                                   | Olga Konstantinovna di Russia     |                                        |  |  |       |  |  | Andrea di Grecia |  |  |                     |  |
| Filippo di Edimburgo               |                                   |                                   |                                        |  |  |       |  |  | Andrea di Grecia |  |  |                     |  |
|                                    |                                   | Alice di Battenberg               | Luigi di Battenberg                    |  |  |       |  |  |                  |  |  |                     |  |
|                                    |                                   | Alice di Battenberg               | Luigi di Battenberg                    |  |  |       |  |  |                  |  |  |                     |  |
|                                    |                                   | Alice di Battenberg               | Vittoria d'Assia-Darmstadt             |  |  |       |  |  |                  |  |  |                     |  |
| Carlo III del Regno Unito          |                                   | Alice di Battenberg               |                                        |  |  |       |  |  |                  |  |  |                     |  |
|                                    |                                   | Giorgio VI del Regno Unito        | Giorgio V del Regno Unito              |  |  |       |  |  |                  |  |  |                     |  |
|                                    |                                   | Giorgio VI del Regno Unito        | Giorgio V del Regno Unito              |  |  |       |  |  |                  |  |  |                     |  |
|                                    |                                   | Giorgio VI del Regno Unito        | Mary di Teck                           |  |  |       |  |  |                  |  |  |                     |  |
| Elisabetta II del Regno Unito      |                                   | Giorgio VI del Regno Unito        |                                        |  |  |       |  |  |                  |  |  |                     |  |
|                                    |                                   | Elizabeth Bowes-Lyon              | Lord Claude Bowes-Lyon                 |  |  |       |  |  |                  |  |  |                     |  |
|                                    |                                   | Elizabeth Bowes-Lyon              | Lord Claude Bowes-Lyon                 |  |  |       |  |  |                  |  |  |                     |  |
|                                    |                                   | Elizabeth Bowes-Lyon              | Lady Cecilia Cavendish-Bentinck        |  |  |       |  |  |                  |  |  |                     |  |
| William, duca di Cambridge         |                                   | Elizabeth Bowes-Lyon              |                                        |  |  |       |  |  |                  |  |  |                     |  |
|                                    | Albert Spencer, VII conte Spencer | Charles Spencer, VI conte Spencer |                                        |  |  |       |  |  |                  |  |  |                     |  |
|                                    | Albert Spencer, VII conte Spencer | Charles Spencer, VI conte Spencer |                                        |  |  |       |  |  |                  |  |  |                     |  |
|                                    | Albert Spencer, VII conte Spencer | Lady Margaret Baring              |                                        |  |  |       |  |  |                  |  |  |                     |  |
| Edward Spencer, VIII conte Spencer | Albert Spencer, VII conte Spencer |                                   |                                        |  |  |       |  |  |                  |  |  |                     |  |
|                                    |                                   | Lady Cynthia Hamilton             | James Hamilton, III duca di Abercorn   |  |  |       |  |  |                  |  |  |                     |  |
|                                    |                                   | Lady Cynthia Hamilton             | James Hamilton, III duca di Abercorn   |  |  |       |  |  |                  |  |  |                     |  |
|                                    |                                   | Lady Cynthia Hamilton             | Lady Rosalind Cecilia Caroline Bingham |  |  |       |  |  |                  |  |  |                     |  |
| Lady Diana Spencer                 |                                   | Lady Cynthia Hamilton             |                                        |  |  |       |  |  |                  |  |  |                     |  |
|                                    |                                   | Maurice Roche, IV barone Fermoy   | James Burke Roche, III barone Fermoy   |  |  |       |  |  |                  |  |  |                     |  |
|                                    |                                   | Maurice Roche, IV barone Fermoy   | James Burke Roche, III barone Fermoy   |  |  |       |  |  |                  |  |  |                     |  |
|                                    |                                   | Maurice Roche, IV barone Fermoy   | Frances Ellen Work                     |  |  |       |  |  |                  |  |  |                     |  |
| Hon. Frances Ruth Roche            |                                   | Maurice Roche, IV barone Fermoy   |                                        |  |  |       |  |  |                  |  |  |                     |  |
|                                    |                                   | Ruth Sylvia Gill                  | William Smith Gill                     |  |  |       |  |  |                  |  |  |                     |  |
|                                    |                                   | Ruth Sylvia Gill                  | William Smith Gill                     |  |  |       |  |  |                  |  |  |                     |  |
|                                    |                                   | Ruth Sylvia Gill                  | Ruth Littlejohn                        |  |  |       |  |  |                  |  |  |                     |  |
|                                    |                                   | Ruth Sylvia Gill                  |                                        |  |  |       |  |  |                  |  |  |                     |  |